# Moray Watson
Moray Robin Philip Adrian Watson, född 25 juni 1928 i Sunningdale, Berkshire, död 2 maj 2017 i Hillingdon, London, var en brittisk skådespelare.

## Rollista i urval
- 1960 – Lek på annans gård
- 1965 – På främmande mark
- 1966 – The Avengers (TV-serie)
- 1970 – Het på gröten
- 1978 – Helgonet återvänder (TV-serie)
- 1980 – Havets vargar
- 1980 – Stolthet och fördom (TV-serie)
- 1982 – Javisst, herr minister (TV-serie)
- 1982 – Doctor Who (TV-serie)
- 1984 – Miss Marple (TV-serie)
- 1991 – Huset Eliott (TV-serie)
- 1991 – Parlamentets svarta får (TV-serie)
- 1991–1993 – Majs ljuva knoppar (TV-serie)
- 1994 – Ett herrans liv (TV-serie)
- 2000 – Morden i Midsomer (TV-serie)
- 2011 – Jämna plågor (TV-serie)